# Amos Oz

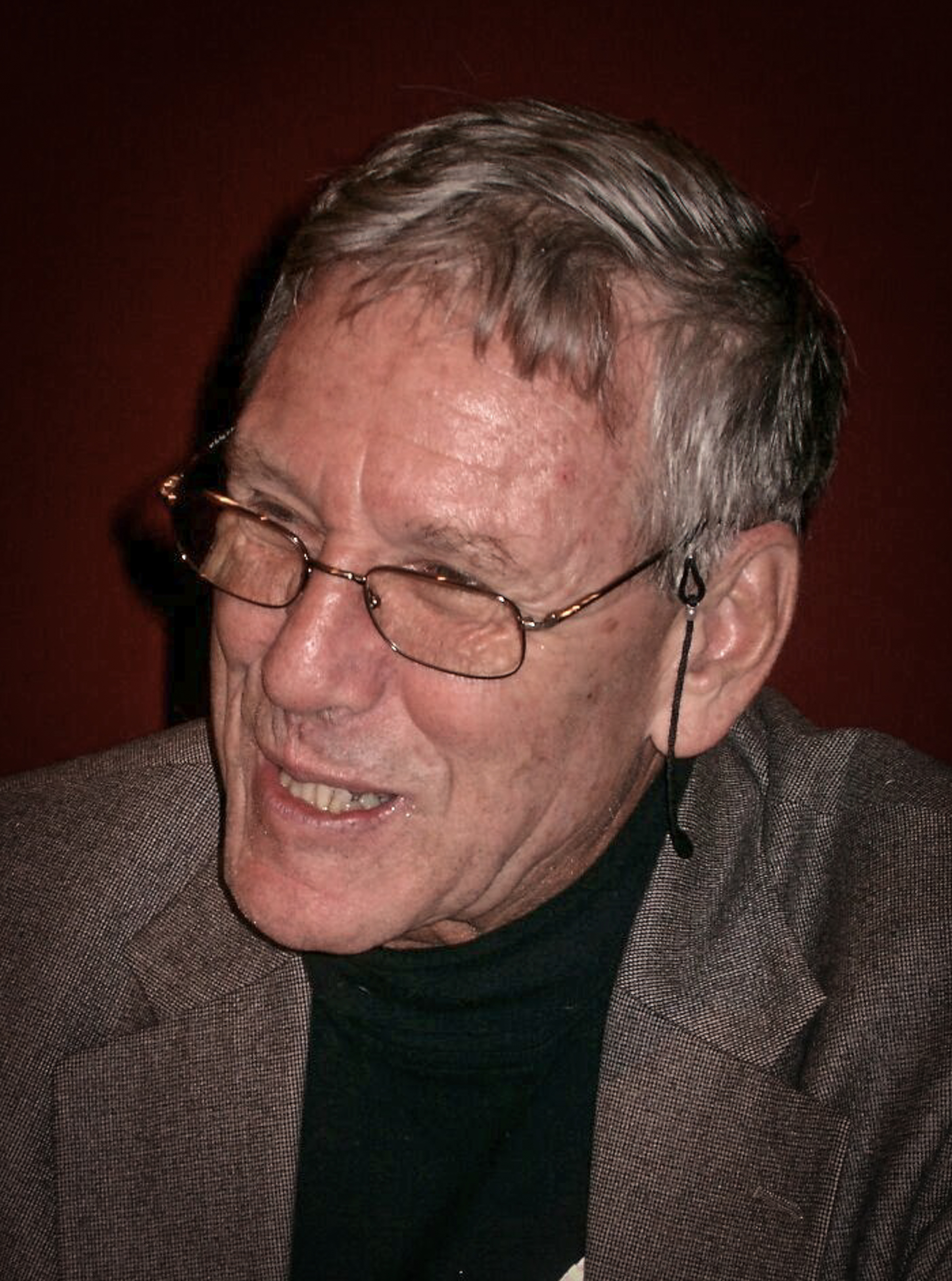
Amos Oz, 2004.

Amos Oz, ursprungligen Amos Klausner, född 4 maj 1939 i Jerusalem, Brittiska Palestinamandatet, död 28 december 2018 i Petaẖ Tiqwa nära Tel Aviv, var en israelisk författare, professor i litteratur vid Ben-Gurions universitet i Negev och samhällsdebattör. Han var medgrundade till Fred Nu-rörelsen i Israel 1978 och länge en framstående förespråkare för en tvåstatslösning till Israel-Palestina-konflikten. Oz var bosatt i Tel Aviv och Arad i Negevöknen. Han var gift med Nily Oz och hade två döttrar, bland annat historikern Fania Oz-Salzberger, och en son.

## Biografi
Amos Oz var son till Yehuda Arieh Klausner och Fania Mussman, som flyttade till Brittiska Palestinamandatet från Europa på 1930-talet. Morfadern hade en kvarn i Równe i Polen (nu Rivne i Ukraina), och flyttade med familjen till Haifa 1934. Det tagna hebreiska efternamnet Oz betyder "styrka". 
Modern Fania var märkt av traumatiska upplevelser och hade svåra depressionsperioder. Hon begick självmord 1951, då Amos Oz var tolv år. Han började arbeta vid en kibbutz när han var fjorton år gammal, och träffade där sin blivande hustru Nily. 
Amoz Oz studerade litteraturhistoria och hebreiska vid universitetet i Oxford och Hebreiska universitetet i Jerusalem. Under sexdagarskriget 1967 stred han vid fronten i Sinaiöknen och i kriget 1973 på Golanhöjderna. Oz var fredsaktivist redan före sitt deltagande i sexdagarskriget. Sitt motto uttryckte han med orden "My motto is not 'make love, not war' but 'make peace, not love.' I have never believed in love between nations". Det var en omformulering av “make love, not war”, som var fredsrörelsens slogan på 1960-talet.
Han innehade Weidenfeldprofessuren i europeisk och jämförande litteratur vid universitetet i Oxford, var medlem i Akademin för det hebreiska språket, och var verksam som litteraturprofessor vid Colorado College i Colorado Springs och Ben-Gurions universitet i Negev i Beersheba. Oz erhöll ett flertal hedersdoktorat samt hederslegionen. 2005 fick han Goethepriset. 
Amos Oz skrev romaner och berättelser för barn och vuxna. Flera av hans böcker har översatts till femton språk.
År 2003 publicerade Amos Oz sin självbiografi, En berättelse om kärlek och mörker, som blivit en av de mest sålda böckerna i Israels historia. Det är en skildring genom ett barns ögon av en stat under bildande och av en immigrantfamilj under krig och med flyktingar.
Han var under många år medlem i Arbetarpartiet och stod Shimon Peres nära. Under 1990-talet lämnade Amos Oz Arbetarpartiet för Meretz.
Amos Oz bok Hur man botar en fanatiker har delats ut i 650 000 exemplar till Sveriges gymnasieskolor av Teskedsorden som han var med och startade.

## Översättningar till svenska[5]
- Någon annanstans (Makom ahher) (översättning från hebreiska av Viveca Heyman, 1975)
- Min Michael (Michael sheli) (översättning från hebreiska av Viveca Heyman, 1977)
- Intill döden (Ahavah me'uheret) (översättning från engelska av Mårten Edlund, 1980)
- Ett äventyr i Jerusalem (Soumchi) (översättning från engelska av Lena Fries-Gedin, Rabén & Sjögren, 1980)
- Onda rådets berg (Har ha-'etsah ha-ra'ah) (1981)
- I landet Israel (översättning från engelska av Mona Lagerström, 1983)
- En verklig vila (Menucha n'chona) (översättning från engelska av Marion Wajngot, 1986)
- Svarta lådan (Kufsah shehorah) (översättning från engelska av Marion Wajngot, 1989)
- Att känna en kvinna (L'daat isha) (översättning av Mose Apelblat, 1992)
- Det tredje tillståndet (Hamatsav hashlishi) (översättning av Ervin Rosenberg, 1993)
- Kalla det inte natt (Al tagidi lajla) (översättning av Ervin Rosenberg, 1995)
- Panter i källaren (Panter ba-martef) (översättning av Gidon Avraham, 1999)
- Samma hav (Oto ha-yam) (2002)
- En berättelse om kärlek och mörker (Sipur ʻal-ahavah ṿe-ḥoshekh) (2005)
- Hur man botar en fanatiker (2006)
- Rim på liv och död (Ḥaruze ha-ḥayim ṿeha-maṿet) (2008)
- Lantliga scener (Temunot me-ḥaye ha-kefar) (2011)
- Vänner emellan (Be’in Khaverim) (2013)
- Judas (ha-Beśorah ʻal-pi Yehudah) (2017)

## Priser och utmärkelser
- 1988 – Prix Femina Étranger
- 1992 – Friedenspreis des Deutschen Buchhandels
- 2005 – Goethepriset
- 2007 – Prinsen av Asturiens pris
- 2013 – Franz Kafka-priset
- 2018 – Stig Dagermanpriset